# Київська міська державна адміністрація
Київська міська державна адміністрація — місцева державна адміністрація в Києві.

## Історія
Після встановлення в Україні більшовицького окупаційного режиму органи місцевого самоврядування були ліквідовані та замінені органами «пролетарської диктатури» — ревкомітетами. Вся повнота влади в місті Києві належала Київському губревкому КП(б)У.
Київський губревком КП(б)У, виконуючи постанови центральних органів КП(б)У, у квітні 1921 року провів перші вибори до Київської міської Ради робітничих і червоноармійських депутатів. До складу міської ради було обрано 1459 депутатів, у тому числі 1093 комуністи. Повноваження ради були формальні, Києвом керував більшовицький губревком КП(б)У.
У 1932 році було утворено Київську область і Київ став обласним центром.
У січні 1934 року XII з'їзд КП(б)У прийняв постанову про перенесення столиці Української РСР з Харкова до Києва. 24 червня 1934 року до Києва переїхали всі центральні партійні та державні органи Української РСР.
Після повернення столиці УРСР до Києва місто зазнало варварської «соціалістичної реконструкції». Для вивільнення міських земель під спорудження адміністративних та партійних будівель, більшовики, що сповідували войовничий атеїзм, зруйнували більшу частину київських унікальних храмів: Михайлівський Золотоверхий монастир, Трьохсвятительську церкву, церкву Богородиці Пирогощої, Богоявленський Братський та Микільський військовий собори, храми Миколи Доброго, Різдва, св. Ольги, Воскресенську та Петропавлівську церкви на Подолі, Кирилівську дзвіницю, та багато інших святинь міста.
З прийняттям 5 грудня 1936 року сталінської Конституції СРСР усі ради отримали статус органів державної влади, однак фактичне управління на місцях здійснювали місцеві партійні органи під керівництвом центральних органів КП(б)У та ВКП(б).

### Київ під німецькою окупацією (1941—1943 роки)
У часи Другої світової війни місто Київ з 19 вересня 1941 року по 6 листопада 1943 року було окуповане військами нацистської Німеччини. У місті було запроваджено жорсткий окупаційний режим Третього Німецького Рейху (нім. Deutsches Reich).
Вся повнота військової та адміністративної влади в місті Києві належала німецьким військовим комендантам (штадткомісарам). Окупаційний режим запровадив певні показові елементи самоврядування, зокрема діяла цивільна Київська міська управа на чолі з головою міської управи (бургомістром).

### Київ під повторною радянською окупацією (1945—1991 роки)
У роки Другої світової війни місто зазнало значних руйнувань та людських втрат. Весь центр був зруйнований. У відбудові Києва взяло добровільну участь все населення міста. Післявоєнне відновлення Києва продовжувалось майже 15 років і завершилось в основному до 1960 року.
Місцева влада в Києві фактично належала Київському міському комітету КП(б)У, за рекомендацією якого призначались керівники на усі управлінські та господарські посади в місті.
Перші післявоєнні вибори до Київської міської ради депутатів трудящих відбулися в грудні 1947 року.
Однак в умовах тоталітарної комуністичної системи існувала жорстка централізація державної та місцевої влади. Декларативно «буржуазному місцевому самоврядуванню» протиставлялись місцеві «ради народних депутатів», списки в які формувались місцевими компартійними органами. Вільні вибори депутатів міської ради та виконкому міськради були неможливі. Кандидатури на посади голів Київської міської ради та Київського міськвиконкому погоджували на Політбюро ЦК КПУ, а голосування депутатів на сесіях Київради мало формальний характер.
Ухвалена 7 жовтня 1977 року чергова «брежнєвська» Конституція СРСР лише посилила політичну та державну владу правлячої комуністичної партії. Стаття 6 Конституції 1977 року юридично закріплювала державно-партійну монополію КПРС як «керуючу та направляючу силу радянського суспільства, ядро його політичної системи, державних та громадських організацій».
Період від 1960-х і до середини 1980-х років радянською пропагандою було прийнято називати епохою «розвинутого соціалізму» (фактично це був період застою).
Саме в період «розвиненого соціалізму» в радянському суспільстві склалися передумови глибокої системної кризи (політичної, економічної, соціальної), яка і привела до остаточного краху соціалістичної командно-адміністративної системи та політичного розпаду радянської імперії — СРСР.
Вперше у пострадянський період демократичні вибори до Київської міської ради відбулися 04 березня 1990 року. Вибори депутатів Київради І-го скликання проводилися на принципах вільного, загального, рівного і прямого виборчого права при таємному голосуванні, відповідно до Закону УРСР «Про вибори депутатів місцевих Рад народних депутатів Української РСР» (від 27.10.1989, № 8305-ХІ).
Реальне відродження місцевого самоврядування у місті Києві розпочалося після ухвалення Декларації про державний суверенітет України (від 16 липня 1990 року) та Закону України «Про місцеві ради народних депутатів та місцеве і регіональне самоврядування» (від 07.12.1990 № 533-ХІІ).

### Київ у період незалежності (1991-донині)
З проголошенням Незалежності України (24 серпня 1991 року) та прийняттям Конституції України (28 червня 1996 року) місцеве самоврядування отримало конституційний статус. Закон України «Про місцеве самоврядування в Україні» (від 21.05.1997 № 280/97-ВР) визначив систему та гарантії місцевого самоврядування, засади організації та діяльності, правовий статус і відповідальність органів та посадових осіб місцевого самоврядування.
Ратифікація (15 липня 1997 року) Верховною Радою України Європейської хартії місцевого самоврядування заклала законодавчий фундамент для становлення та розвитку місцевого самоврядування в Україні відповідно до Європейської хартії та Конституції України.
Для міста Києва визначною подією було прийняття Закону України «Про столицю України — місто-герой Київ» (від 15.01.1999 № 401-XIV), в якому визначено не лише засади формування та функціонування влади міста Києва, а й систему організаційних і фінансових гарантій з боку держави щодо здійснення Києвом столичних функцій. Закон про столицю, разом з іншими законами, надав громадянам міста право безпосередньо обирати Київського міського голову та депутатів Київської міської ради.
Створення правової основи місцевого самоврядування в місті Києві є безумовно позитивним фактором, однак цей процес потребує подальшого розвитку та вдосконалення задля розбудови повноцінного громадянського суспільства.
Органом виконавчої влади міста Києва у 1990—1992, 1994—1995 роках був виконавчий комітет Київської міської ради, який обирався Київрадою.
У 1992—1994 роках повноваження виконавчого органу міста здійснював Представник Президента України у місті Києві, який одночасно був і главою Київської міської державної адміністрації. Представник Президента України мав статус юридичної особи, гербову печатку та здійснював свої повноваження одноособово.
З 1995 року органом виконавчої влади міста є Київська міська державна адміністрація, яка з 1999 року паралельно виконує функції виконавчого органу Київської міської ради.
29 січня 2013 року члени «Посольства Божого» взяли участь у рейдерському захопленні громадської ради при Київській міській державній адміністрації.
У 2017 році всі підрозділи КМДА і Київської міськради планували розмістити в одному приміщенні, а вивільнені приміщення здати в оренду. Це повинно скоротити витрати на утримання будівель, поповнити столичну казну, а також оптимізувати роботу міської влади.

## Голови КМДА
1. Іван Салій (1992–1993)
2. Іван Данькевич (в. о., 1993)
3. Леонід Косаківський (1993–1996)
4. Олександр Омельченко (1996–2006)
5. Леонід Черновецький (2006–2010)
6. Олександр Попов (2010–2013)
7. Анатолій Голубченко (т. в. о., 2013–2014)[5]
8. Володимир Макеєнко (2014)[6]
9. Володимир Бондаренко (2014)
10. Віталій Кличко (з 25 травня 2014)

## Структура[7]

### Апарат
- Управління інформаційного забезпечення та доступу до публічної інформації[8]
- Сектор режимно-секретної роботи
- Регіональний відділ адміністрування Державного реєстру виборців
- Відділ організаційного забезпечення діяльності Київського міського голови (патронатної служби)

- Відділ з питань мобілізаційної роботи
- Управління забезпечення діяльності адміністративної комісії
- Юридичне управління
- Управління фінансово-господарського забезпечення
- Управління по роботі з персоналом
- Управління організаційної роботи та регіональних зв'язків
- Управління міжнародних зв’язків
- Управління з питань звернень громадян
- Управління з питань запобігання та виявлення корупції
- Управління з питань взаємодії з правоохоронними органами по забезпеченню правопорядку та муніципальної безпеки
- Управління документообігу та аналізу службової кореспонденції
- Контрольно-аналітичне управління
- Управління контрольно-аналітичного забезпечення керівництва апарату виконавчого органу Київської міської ради (КМДА)
- Управління контрольно-аналітичного забезпечення заступників голови КМДА
- Управління контрольно-аналітичного забезпечення першого заступника голови КМДА
- Управління аналітичного забезпечення Київського міського голови

### Департаменти
- Департамент охорони культурної спадщини
- Департамент містобудування та архітектури
- Департамент молоді та спорту
- Департамент з питань реєстрації
- Департамент (Центр) надання адміністративних послуг
- Департамент суспільних комунікацій
- Департамент освіти і науки
- Департамент культури
- Департамент з питань державного архітектурно-будівельного контролю
- Департамент земельних ресурсів
- Департамент будівництва та житлового забезпечення
- Департамент транспортної інфраструктури
- Департамент соціальної політики
- Департамент охорони здоров’я
- Департамент комунальної власності м. Києва
- Департамент міського благоустрою
- Департамент промисловості та розвитку підприємництва
- Департамент інформаційно-комунікаційних технологій
- Департамент фінансів
- Департамент економіки та інвестицій

### Управління
- Управління з питань цивільного захисту
- Управління екології та природних ресурсів
- Управління туризму та промоцій
- Управління з питань реклами

### Інші
- Державний архів м. Києва
- Служба у справах дітей

## Керівництво
- Голова — Кличко Віталій Володимирович (з 25 травня 2014 року)
- Перший заступник голови — Поворозник Микола Юрійович[9]
- Заступники голови: Оленич Петро Сергійович, Пантелеєв Петро Олександрович[10], Давтян Дмитро Олександрович[11], Мондриївський Валентин Миколайович[12], Непоп Вячеслав Іванович[13], Спасибко Олександр Валерійович[14], Хонда Марина Петрівна[15], Крищенко Андрій Євгенович[16], керівник апарату — Загуменний Дмитро Миколайович.

## Дорадчі органи
- Громадська рада
- Київська міська координаційна рада з питань запобігання поширенню ВІЛ-інфекції/СНІДУ

## Комунальні підприємства
- Акціонерне товариство холдингова компанія «Київміськбуд»
- ВАТ «Київспецтранс»
- Газета Київської міської ради «Хрещатик»
- Державне комунальне підприємство "Телерадіокомпанія «Київ»
- Комунальне підприємство по охороні, утриманню та експлуатації внутрішніх водойм м. Києва «Плесо» (КП «Плесо»)
- Київське комунальне виробниче підприємство «Міськпаливо»
- Київське комунальне об'єднання зеленого будівництва та експлуатації зелених насаджень міста «Київзеленбуд»
- КО «Центр містобудування та архітектури»
- Комунальна аварійно-рятувальна служба «Київська служба порятунку»
- Комунальна госпрозрахункова служба перевезень виконавчого органу Київської міської ради (Київської міської державної адміністрації), скорочено: Служба перевезень КМДА
- Комунальна корпорація «Київавтодор»
- Комунальна науково-дослідна установа «Науково-дослідний інститут соціально-економічного розвитку міста»
- Комунальне комерційне унітарне підприємство «Фінансова компанія „Житло-інвест“» Головного управління житлового забезпечення виконавчого органу Київради (Київської міської державної адміністрації)
- Комунальне підприємство «Радіостанція „Голос Києва“»
- Комунальне підприємство «Редакція газети „Вечірній Київ“»
- Комунальне підприємство «Бессарабський ринок»
- Комунальне підприємство «Водно-інформаційний центр»
- Комунальне підприємство «Володимирський ринок»
- Комунальне підприємство «Головний інформаційно-обчислювальний центр» Київської міської державної адміністрації
- Комунальне підприємство «Госпкомобслуговування»
- Комунальне підприємство «Група впровадження проекту з енергозбереження в адміністративних і громадських будівлях м. Києва»
- Комунальне підприємство "Дирекція будивництва шляхово-транспортних споруд"
- Комунальне підприємство «Дирекція реставраційно-відновлювальних робіт»
- Комунальне підприємство «Житлоінвестбуд — УКБ»
- Комунальне підприємство «Житлоінвестпроект»
- Комунальне підприємство «Житній ринок»
- Комунальне підприємство «Інженерний центр»
- Комунальне підприємство «Київблагоустрій»
- Комунальне підприємство «Київдорсервіс»
- Комунальне підприємство «Київжитлоспецексплуатація» (КП КЖСЕ)
- Комунальне підприємство «Київінформатика»
- Комунальне підприємство «Київпастранс»
- Комунальне підприємство «Київреклама»
- Комунальне підприємство «Київська міська стоматологічна поліклініка»
- Комунальне підприємство «Київський завод алюмінієвих будівельних конструкцій»
- Комунальне підприємство «Київський інститут земельних відносин» (КП «КІЗВ»)
- Комунальне підприємство «Київський метрополітен»
- Комунальне підприємство «Київський міський бізнес-центр»(КП КМБЦ)
- Комунальне підприємство «Київський міський будинок природи»
- Комунальне підприємство «Київський міський центр захисту прав споживачів»
- Комунальне підприємство «Київський міський центр земельного кадастру та приватизації землі»
- Комунальне підприємство «Київський центр нових технологій в стоматології»
- Комунальне підприємство «Київтранспарксервіс»
- Комунальне підприємство «Молочна фабрика-кухня»
- Комунальне підприємство «Притулок для тварин»
- Комунальне підприємство «Регіональний центр матеріально-технічних ресурсів та маркетингу»
- Комунальне підприємство «Спеціалізоване управління протизсувних підземних робіт»
- Комунальне підприємство «Фармація»
- Комунальне підприємство «Центр ідентифікації тварин»
- Комунальне підприємство «Центр моніторингу столичної освіти»
- Комунальне підприємство виконавчого органу Київської міської ради (Київської міської державної адміністрації) «Київське інвестиційне агентство»
- Комунальне підприємство електромереж зовнішнього освітлення м. Києва «Київміськсвітло»
- Комунальне підприємство з експлуатації і ремонту житлового фонду «Житло-сервіс»
- Комунальне підприємство з питань проектування «Житлоінвестпроект»
- Комунальне підприємство з утримання та експлуатації житлового фонду спеціального призначення «Спецжитлофонд»
- Комунальне підприємство Київське міське бюро технічної інвентаризації та реєстрації права власності на об'єкти нерухомого майна
- Комунальне підприємство Київської міської ради «Редакція газети „Українська столиця“»
- Комунальне підприємство Міжнародний аеропорт «Київ» (Жуляни)
- Спеціалізоване комунальне підприємство «Київтелесервіс»

## Фонди
- Фонд захисних споруд цивільного захисту міста Києва